# Складская улица (Санкт-Петербург)
Складска́я у́лица — улица в Невском районе Санкт-Петербурга. Проходит от Зольной улицы до улицы Бадаева.

## История
Улица возникла в 1930-е годы. Её название связано с тем, что на улице «находились складские помещения».
Прежде Складская улица представляла собой 200-метровый грунтовой тупик, примыкавший к Зольной улице. При этом официальные границы были такие: «от Зольной улицы до Союзного проспекта».
В декабре 2023 года было открыто движение по участку от улицы Еремеева до Союзного проспекта. Тогда же открылось и безымянное на тот момент продолжение от Союзного проспекта до улицы Бадаева. Это продолжение было юридически включено в границы Складской улицы 6 ноября 2024 года.
В декабре 2024 года было открыто движение по четырехполосному участку Складской улицы от Зольной улицы до улицы Еремеева. Тогда же старый грунтовой участок частично вошел в состав бокового проезда.

## Транспорт
Ближайшая к Складской улице станция метро — «Ладожская» 4-й (Правобережной) линии.

## Пересечения
- Зольная улица;
- Улица Еремеева;
- Союзный проспект;
- Улица Бадаева.

## Достопримечательности
- фабрика «Рабочий»